# Wilhelm Klingelhöffer
Wilhelm Karl August Klingelhöffer est un médecin et un herpétologiste amateur allemand, né le 11 janvier 1871 à Gladenbach et mort le 17 septembre 1953.

## Biographie
Son intérêt pour la faune et la flore qu’il manifeste très jeune est encouragée par sa mère. Il étudie dans les universités de Marbourg et de Munich. Diplômé de médecine en 1896, il commence à travailler dans une clinique de Mannheim puis exerce dans l’hôpital d’Offenbourg en 1899 comme ophtalmologiste. Durant la Première Guerre mondiale, il est médecin dans les rangs de l’armée allemande et est blessé au front en 1914. En 1936, il s’installe à Neu-Isenburg, près d’Offenbach am Main ce qui lui permet de se rapprocher du Muséum Senckenberg de Francfort-sur-le-Main. Il lui léguera sa maison afin de faciliter le développement des collections herpétologiques.
Klingelhöffer réalise un grand vivarium où il élève des amphibiens et des reptiles. Il devient l’un des meilleurs spécialistes des questions de maintien en captivité de ses animaux. Il fait paraître de nombreuses publications sur ces sujets dont un chapitre dans l’Handbuch der biologischen Arbeitsmethoden d’Emil Abderhalden (1877-1950) en 1928 et son livre, Terrarienkunde en 1931 (réédité en quatre volumes en 1955-1959 par Christoph Scherpner).

## Source
- (en) Kraig Adler (1989). Contributions to the History of Herpetology, Society for the study of amphibians and reptiles : 202 p.  (ISBN 0-916984-19-2)